# Liaison banane

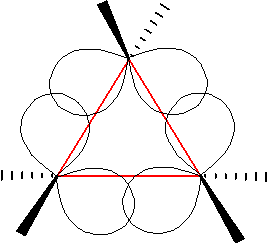
Représentation des liaisons banane du cyclopropane par le modèle de Coulson-Moffitt, l'un des premiers à les avoir décrites.

En chimie, une liaison banane est un type de liaison covalente ayant une géométrie coudée évoquant une banane,. Ce terme fait référence à la forme arquée du volume de plus grande densité électronique entre les noyaux atomiques de petites molécules organiques cycliques comme le cyclopropane C3H6 ou à la représentation des doubles ou triples liaisons comme alternative au modèle de liaisons σ et de liaisons π.

## Petites molécules organiques cycliques

Une représentation humoristique et littérale des liaisons bananes dans le cyclopropane.

Les liaisons banane sont des liaisons chimiques particulières dans lesquelles l'état d'hybridation ordinaire de deux atomes établissant une liaison est modifié par accroissement ou réduction de la composante de l'orbitale atomique s pour s'accommoder d'une géométrie contrainte,,,. De telles liaisons se rencontrent dans des composés tels que le cyclopropane C3H6, l'oxyde d'éthylène C2H4O et l'aziridine C2H4NH.
Les atomes de carbone de ces composés ne peuvent respecter l'angle de liaison de 109,5° de l'hybridation sp3 standard. Accroître leur composante p jusqu'à une hybridation sp5 — c'est-à-dire 1⁄6 s et 5⁄6 p — permet d'atteindre un angle de liaison de 60°. Les liaisons C–H acquièrent par conséquent un caractère s plus prononcé qui les raccourcit. Dans le cyclopropane, la densité électronique la plus élevée ne se trouve pas le long de l'axe internucléaire, d'où le terme de liaison banane rendant compte de cette géométrie arquée, avec un angle interorbital de 104°. Les liaisons C–C du cyclopropane sont plus courtes que celle du propane : 151 pm contre 153 pm.
Le cyclobutane C4H8 a un cycle plus grand mais ses liaisons sont également contraintes. Dans cette molécule, les angles de liaison du carbone sont de 90° pour la configuration plane et 88° pour la configuration gauche. Contrairement à ce qu'on observe pour le cyclopropane, les liaisons C–C du cyclobutane sont plus longues que celles du butane C4H10, essentiellement par effet stérique 1,3 entre les atomes de carbone non liés. Le cyclobutane est chimiquement relativement inerte, avec une réactivité comparable à celle des alcanes ordinaires.

## Doubles et triples liaisons

« Liaison tau » de l'éthylène.

Dans les années 1930, deux explications différentes ont été proposées pour rendre compte de la nature des doubles et triples liaisons dans les molécules organiques. Linus Pauling considérait que les doubles liaisons résultaient de deux orbitales tétraédriques équivalentes de chaque atome de carbone, ce qui fut plus tard appelé liaisons banane ou liaisons tau. Erich Hückel considérait quant à lui qu'une double liaison est une combinaison d'une liaison σ et d'une liaison π,,. La représentation de Hückel est la plus connue et c'est celle qu'on trouve dans la plupart des manuels depuis la fin du XXe siècle.
Les deux modèles représentent la même densité électronique totale, les orbitales étant liées par transformation unitaire. Il est possible de construire les deux orbitales h et h’ équivalentes d'une liaison banane à l'aide des combinaisons linéaires h = c1σ + c2π et h’ = c1σ – c2π avec les coefficients c1 et c2 appropriés.
Ces deux descriptions sont aujourd'hui considérées comme équivalentes en l'état actuel de nos connaissances,.